# Монастирське (Саранський міський округ)
Монасти́рське (рос. Монастырское) — село у складі Саранського міського округу Мордовії, Росія.
Стара назва — Монастирська 1-а.

## Населення
Населення — 918 осіб (2010; 928 у 2002).
Національний склад (станом на 2002 рік):
- росіяни — 90 %